# Jos Hooiveld
Jos Hooiveld (ur. 22 kwietnia 1983 w Zeijen) — piłkarz holenderski grający na pozycji środkowego obrońcy.
Swoją karierę rozpoczął w drużynie SC Heerenveen w roku 2003. W 2015 występował w Millwall do którego był wypożyczony z Southampton. Następnie odszedł do AIK Fotboll.